# SPHERE

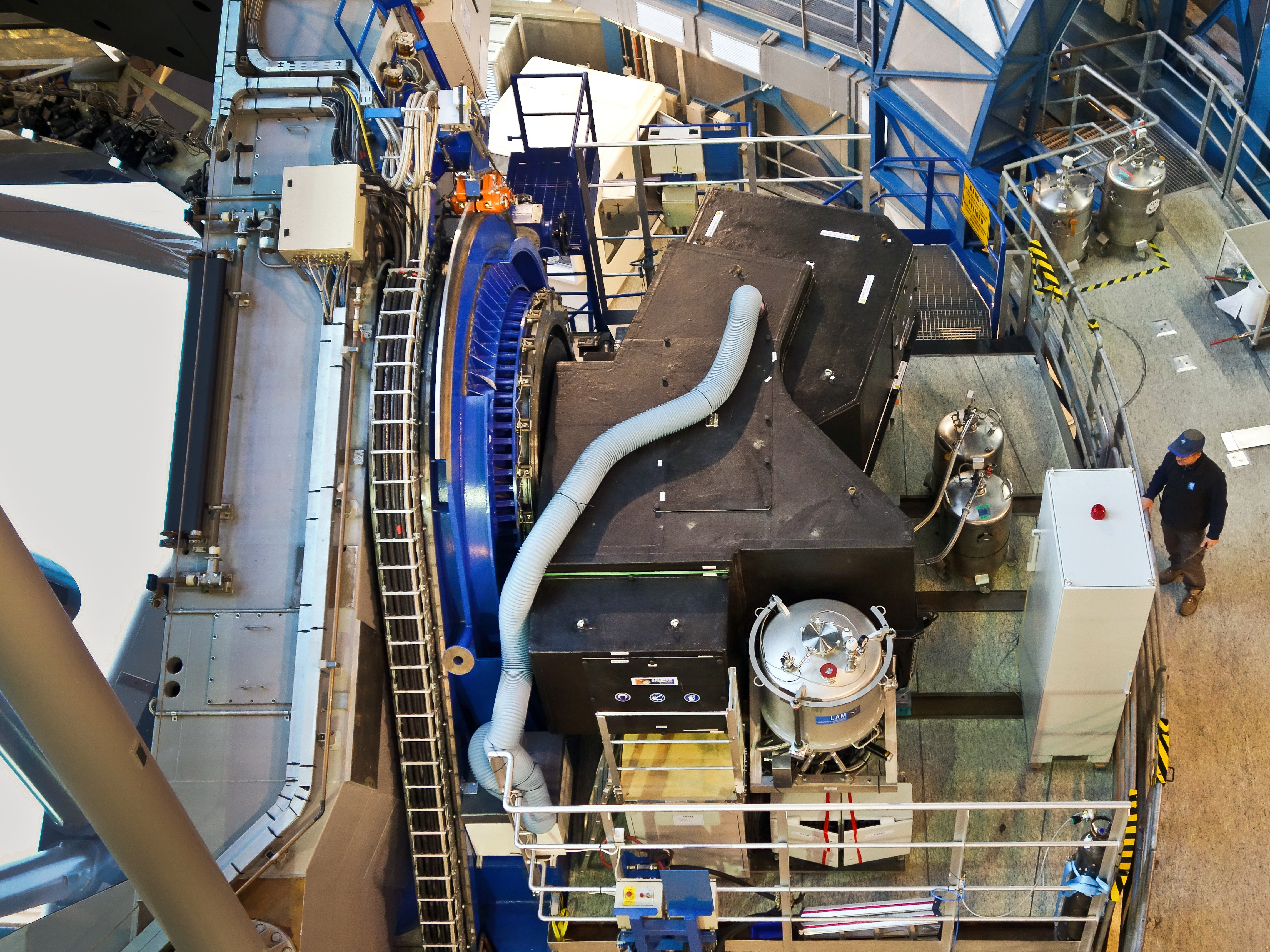
SPHERE (чорний контейнер та срібний циліндр) приєднаний до телескопу from the adjunct platform

Спектро-поляриметричне висококонтрастне дослідження екзопланет (англ. Spectro-Polarimetric High-contrast Exoplanet REsearch, VLT-SPHERE) — це система адаптивної оптики та коронографічний пристрій на Дуже Великому Телескопі (VLT). Він забезпечує пряме зображення, а також спектроскопічну та поляриметричну характеристику систем екзопланет. Прилад працює у видимому та ближньому інфрачервоному діапазонах, досягаючи, хоча й у обмеженому полі зору, чудової якості зображення та контрасту для яскравих цілей.
Результати SPHERE доповнюють результати інших проектів пошуку планет, зокрема HARPS, CoRoT та космічного телескопу Кеплер. Інструмент був встановлений на телескопі Unit Telescope «Melipal» (UT3) і почав функціонувати в червні 2014 року. На момент встановлення це був останній із серії VLT-інструментів другого покоління, таких як X-shooter, KMOS і MUSE.